# Maurice Francis McAuliffe
Maurice Francis McAuliffe (* 17. Juni 1875 in Hartford, Connecticut; † 15. Dezember 1944 ebenda) war ein US-amerikanischer römisch-katholischer Geistlicher und Bischof von Hartford.

## Leben
McAuliffe empfing am 29. Juli 1900 das Sakrament der Priesterweihe.
Am 17. Dezember 1925 wurde er zum Weihbischof in Hartford und Titularbischof von Dercos ernannt. Die Bischofsweihe spendete ihm am 28. April 1926 der Bischof von Hartford, John Joseph Nilan; Mitkonsekratoren waren John Gregory Murray, Bischof von Portland und William Augustine Hickey, Bischof von Providence.
Am 23. April 1934 wurde McAuliffe als Nachfolger von John Joseph Nilan zum Bischof von Hartford ernannt. Er hatte das Amt bis zu seinem Tod am 15. Dezember 1944 inne.